# Summvs
Albums de Alva Noto + Ryūichi Sakamoto
Utp
(2007)
Summvs est un album musical sorti le 9 mai 2011. Toute la musique est composée par Alva Noto et Ryūichi Sakamoto.

## Liste des morceaux
|     | Titre                   | Durée |
| --- | ----------------------- | ----- |
| 1.  | Microon I               | 3:04  |
| 2.  | Reverso                 | 6:57  |
| 3.  | Halo                    | 7:10  |
| 4.  | Microon II              | 2:38  |
| 5.  | Pionier IOO             | 5:45  |
| 6.  | Ionoscan                | 4:07  |
| 7.  | By This River           | 4:08  |
| 8.  | Naono                   | 11:20 |
| 9.  | microon III             | 3:00  |
| 10. | By This River - Phantom | 8:30  |